# Dactylolabis supernumeraria
Dactylolabis supernumeraria là một loài ruồi trong họ Limoniidae. Chúng phân bố ở miền Tân bắc.